# کاینس
کاینس (به ایتالیایی: Caines) یک منطقهٔ مسکونی در ایتالیا است که در تیرول جنوبی واقع شده‌است.

## خصوصیات
کاینس ۱٫۷ کیلومترمربع مساحت و ۳۹۹ نفر جمعیت دارد.